# 一條俊
一條 俊（いちじょう さとし、本名同じ、1979年5月8日 - ）は、日本の俳優。東京都足立区出身。身長172cm。血液型B型。武蔵大学社会学部卒業。元ソニー・ミュージックアーティスツ所属。既婚。

## 略歴
TBS系『筋肉番付』に飛び入り一般参加したことがきっかけでスカウトされ、芸能界入りする。1998年、TBS系『フレッシュドラマシリーズ2・私ってヘン?!』で主役デビューした。
2002年、特撮ドラマ『仮面ライダー龍騎』で悪役の芝浦淳 / 仮面ライダーガイ役でブレイクした。なお、このライダーの役はオーディションによるものではなく、制作側からの指名であり友達と麻雀をしている最中に内定の連絡が来たという。
2009年9月4日、公式サイトの日記にて、21歳のころから付き合っていた女性と同年8月24日に入籍したことを報告した。また2010年11月11日には、一女の父親となったことを公式ブログで報告した。
2022年3月31日、ソニーミュージックアーティスツとのマネジメント契約を終了したことを自身のブログで発表した。

## 出演

### テレビドラマ
- フレッシュドラマシリーズ2・私ってヘン?!（1998年、TBS）
- ナオミ（1999年、フジテレビ） - 中根保 役
- 天国のKiss（1999年、テレビ朝日） - 今野多加志 役
- 国産ひな娘（1999年、テレビ東京）
- プラトニック・セックス（2000年、フジテレビ）
- 多重人格探偵サイコ（2000年、WOWOW） - 島津寿 役
- R-17 第3・4話（2001年、テレビ朝日） - 結城夏也 役
- 日本でいちばん優しい会社（2001年、テレビ朝日）
- さよなら、小津先生 第10・11話（2001年、フジテレビ）
- バベル〜The Tower of Babel〜（2002年、BSフジ） - 榊トーマ 役
- ロング・ラブレター〜漂流教室〜（2002年、フジテレビ） - 二宮恵太 役
- 仮面ライダー龍騎（2002年、テレビ朝日） - 芝浦淳 役[4]
  - 仮面ライダー龍騎スペシャル 13RIDERS（2002年9月19日） - 芝浦淳 / 仮面ライダーガイ 役
- はるちゃん(6) 第35・36話（2002年、東海テレビ）
- ナイトホスピタル〜病気は眠らない〜 第7話（2002年、日本テレビ） - 篠崎浩 役
- 狂った果実2002（2002年、TBS） - 山田宗紀 役
- 火曜サスペンス劇場「検事・霞夕子20 夏の記憶」（2003年1月21日、日本テレビ）
- 美少女戦士セーラームーン（2003年、中部日本放送） - ユウト 役
- 貫太ですッ!（2003年、東海テレビ） - ノブヒト 役
- おみやさんシリーズ（2003年 - 2014年、テレビ朝日） - 高岡俊介 役
- 異議あり!女弁護士大岡法江 第3話（2004年、テレビ朝日）[5]
- はみだし刑事情熱系 第4話（2004年、テレビ朝日）
- こちら本池上署(4) 第1話（2004年、TBS）
- 月曜ミステリー劇場「カードGメン・小早川茜7 愚か者の涙」（2004年2月9日、TBS） - 勝俣徹 役
- 温泉へ行こう(4) 第12・13話（2004年、TBS）
- 土曜ワイド劇場（テレビ朝日）
  - 「火災調査官・紅蓮次郎(3)」（2004年） - 藤川拓也 役
  - 「刑事の妻〜デカツマ〜」シリーズ（2005年・2009年） - 金田一郎 役
  - 「温泉若おかみの殺人推理(17)」（2006年）
  - 「狩矢父娘シリーズ(8)」（2007年4月7日） - 三上悟 役[6]
  - 「家政婦は見た!(26)」（2008年）
  - 「法律事務所(3)」（2009年）
  - 「内田康夫サスペンス・福原警部(1)」（2009年） - 高見佳男　役
  - 「再捜査刑事・片岡悠介(4)」（2012年） - 木下譲(青年期)　役
  - 「西村京太郎トラベルミステリー(59)」（2013年） - 片岡清之　役
  - 「狩矢父娘シリーズ(15)」（2013年） - 五十嵐京平　役
  - 「再捜査刑事・片岡悠介(7)」（2015年1月31日） - 筧雅治 役
- はぐれ刑事純情派ファイナル スタートスペシャル（2005年4月20日、テレビ朝日）[7]
- 東京ワンダーツアーズ（2005年、NTV）
- 水戸黄門（35） 第8話（2005年11月28日、TBS） - 房吉 役[8]
- 病院へ行こう 第25・26話（2006年、TBS）
- 人生はフルコース 第2回（2006年、NHK）
- 金曜エンタテイメント（フジテレビ）
  - 「マイ・ハウス」（2006年） - 今井隆一 役
- 女刑事みずき〜京都洛西署物語〜(2) 第7話（2007年、テレビ朝日） - 弓削薫 役
- 月曜ゴールデン
  - 「弁護士高見沢響子10」（2009年10月19日、TBS） - 田村イサク　役
  - 「見えない貌 イソベン・里村タマミの事件簿」（2010年6月7日、TBS）
  - 「刑事夫婦2」（2016年3月7日、TBS） - 内田耕二 役
- 水曜ミステリー9「密会の宿(7)」（2009年、テレビ東京） - 沢野信一 役
- 新・警視庁捜査一課9係 第9話（2009年9月20日、テレビ朝日） - 赤城孝司 役
- 金曜プレステージ「ドクター小石の事件カルテ6　〜異物〜」（2009年11月6日、フジテレビ）
- 新春東京ツアー どえりゃあ婆ちゃん探偵団〜湯けむりパラダイスの怪事件〜（2011年1月4日、東海テレビ） - 谷刑事 役
- 警視庁捜査一課9係 season7 第6話（2012年8月8日、テレビ朝日） - 坂井 役[9]
- 水曜ミステリー9「不倫調査員・片山由美13 京都・くちなしの花殺人疑惑」（2013年7月3日、テレビ東京） - 山路進 役
- TEAM -警視庁特別犯罪捜査本部- 第3話（2014年4月30日、テレビ朝日） - 矢野正雄 役
- 水曜ミステリー9「不倫調査員・片山由美14 京都・花の殺人乱舞」（2014年8月6日、テレビ東京） - 山路進 役[10]
- ガッタン ガッタン それでもゴー（2015年10月28日、NHK BSプレミアム） - 舞台監督 役[11]
- 水曜ミステリー9「軽井沢駐在犬日誌」（2015年11月4日、テレビ東京） - 大林刑事 役
- 大江戸事件帖 美味でそうろう 第二夜（2015年12月5日、BS朝日）[12]
- 刑事7人 第2シリーズ 第2話（2016年7月20日、テレビ朝日） - 佐田浩一 役
- 月曜名作劇場「刑事夫婦3」（2017年2月27日、TBS）[13]
- PTAグランパ!（2017年4月 - 5月、NHK BSプレミアム） - 法倉慎之助（30年前） 役[14]
- 警視庁・捜査一課長（2017年、テレビ朝日） - 綾窪英彦 役
- 遺留捜査 第5シリーズ 第5話（2018年８月16日、テレビ朝日） - 里中浩平 役[15]
- 科捜研の女 第17・18話（2019年10月17日･24日、テレビ朝日） ‐ 杉原修 役
- 法医学教室の事件ファイル47 30周年記念スペシャル（2020年５月24日、テレビ朝日） - 滝本研斗 役[16]

### その他テレビ
- 世界ウルルン滞在記（2000年・2001年、毎日放送）

### Webドラマ
- 仮面ライダージオウ スピンオフ PART2『RIDER TIME 龍騎』 第1話・2話（2019年3月31日・4月7日、ビデオパス） - 芝浦淳 / 仮面ライダーガイ 役[4]

### 映画
- 仮面学園（2000年）
- LOVE SONG（2001年） - 哲矢 役
- 光の雨（2001年） - 戸張善二 役
- 破れた絵（2002年）
- HIRAKATA（2004年）
- OLDK（2004年） - タクヤ 役
- D.P（2004年）
- 天正伊賀の乱（2005年、NETCINEMA.TV） - 軒猿 役[17]
- Grand Circle（2006年、NETCINEMA.TV）
- 半次郎（2010年）
- 凍牌（2013年）

### 舞台
- GOOD LADY×BAD BOYS（2004年、東京芸術劇場）
- あしたブログ（2009年4月1日 - 5月9日）[18]
- 傷-KIZU-（2011年7月5日 - 10日、シアターサンモール） - 主演・陵 役[19]
- 新春ステージバトル ガッツ ザ セレソン（2012年1月6日 - 9日、シアターサンモール）[20]
- 晩餐（2013年10月3日 - 27日、池袋サンシャイン劇場）[21]

### CM
- 江崎グリコ
- 日立製作所
- 日本マクドナルド
- 日本コカ・コーラ
- ハウス食品
- セブン-イレブン（2014年7月19日 - 8月19日）[22]
- 中古車販売「ガリバー」（2014年9月12日 - 12月11日）[22]

### ゲーム
- 仮面ライダー龍騎（2002年、PlayStation） - 仮面ライダーガイ 役
- 仮面ライダーバトル ガンバレジェンズ（2024年、アーケード） - 仮面ライダーガイ 役[23]